# Eleição municipal de Bacabal em 2024
A eleição municipal de Bacabal em 2024 foi realizada para eleger um prefeito, um vice-prefeito e 17 vereadores no município de Bacabal, no estado brasileiro do Maranhão. O processo eleitoral de 2020 foi marcado pela sucessão para o cargo ocupado pelo atual prefeito Edvan Brandão, do PDT, eleito em eleição suplementar em 2018 e reeleito em 2020, e, portanto, inapto a disputar a reeleição.
A eleição terminou com a eleição de Roberto Costa, do MDB para o cargo de prefeito e de Dr. Emílio (PP) como vice-prefeito.. O candidato do MDB recebeu 30.790 votos, contra 23.278 de Marcos Miranda (UNIÃO). Houve ainda 587 votos brancos, 1.394 nulos e 11.679 abstenções.

## Antecedentes
Nas eleições de 2016, foi eleito prefeito o candidato Zé Vieira (PP), todavia, este teve seu mandato cassado por condenações de improbidade administrativa e enriquecimento ilícito. Sendo assim, foi realizada eleição suplementar em 2018, na qual foi eleito Edvan Brandão (PDT). Em 2020, Edvan foi reeleito prefeito de Bacabal.

## Calendário eleitoral
| Início        | Fim           | Atividades | Status    |
| ------------- | ------------- | --- | --------- |
| 7 de março    | 5 de abril    | Janela partidária para vereadores trocarem de partido visando concorrer às eleições sem perder o mandato. | Realizado |
| 6 de abril    | 6 de abril    | Data-limite para todas as legendas e federações partidárias obterem o registro dos estatutos no TSE e para todos os candidatos terem domicílio eleitoral na circunscrição em que desejam disputar as eleições com a filiação deferida pelo partido. | Realizado |
| 15 de maio    | 15 de maio    | Início da campanha de arrecadação prévia de recursos na modalidade de financiamento coletivo para pré-candidatos, sem realização de pedidos de voto e obedecendo a regras relativas à propaganda eleitoral na Internet.                             | Realizado |
| 20 de julho   | 5 de agosto   | Realização de convenções partidárias para deliberar sobre coligações e escolher candidatos às prefeituras e aos cargos de vereador. Os partidos têm até 15 de agosto para registrar os nomes na Justiça Eleitoral.                                  | Realizado |
| 16 de agosto  | 16 de agosto  | Início das campanhas eleitorais de forma igualitária, podendo qualquer publicidade ou manifestação com pedido explícito de voto antes da data ser considerada irregular e multada.                                                                  | Realizado |
| 30 de agosto  | 3 de outubro  | Veiculação da propaganda eleitoral gratuita no rádio e na televisão. | Realizado |
| 6 de outubro  | 6 de outubro  | Realização do primeiro turno das eleições municipais. | Realizado |
| 11 de outubro | 25 de outubro | Veiculação da propaganda eleitoral gratuita no rádio e na televisão para o segundo turno. | Realizado |
| 27 de outubro | 27 de outubro | Realização de um eventual segundo turno nas cidades com mais de 200 mil eleitores em que o candidato a prefeito mais votado não tenha atingido a metade mais um dos votos válidos.                                                                  | Realizado |

## Candidatos
| Nº | Candidato       | Partido  | Candidato a vice            | Cargos relevantes ou profissão | Coligação | Tempo no horário eleitoral |
| -- | --------------- | -------- | --------------------------- | ------------------------------ | --- | -------------------------- |
| 15 | Roberto Costa   | MDB      | Dr.Emílio (PP)              | Deputado estadual (2010-)      | "Bacabal do jeito que o povo quer" (MDB, Progressistas, PSB, PL, Federação PSDB Cidadania (PSDB e Cidadania), FE Brasil (PT, PCdoB e PV) e PRD) |                            |
| 30 | Plinio Oliveira | NOVO     | Vaqueiro Bil (NOVO)         | Contador                       | "Bacabal Precisa Acordar" (NOVO e Avante) |                            |
| 33 | Jansen Penha    | MOBILIZA | Cuxa do Sincoral (MOBILIZA) | Técnico em agronomia           | Partido não coligado |                            |
| 44 | Marcos Miranda  | UNIÃO    | Zé Vieira Filho (UNIÃO)     | Empresário                     | "A Mudança que Vem do Povo" (UNIÃO e PRTB) |                            |

## Resultados

### Prefeito
| 100% das seções totalizadas Fonte: TSE | 100% das seções totalizadas Fonte: TSE | 100% das seções totalizadas Fonte: TSE                                                             | 100% das seções totalizadas Fonte: TSE | 100% das seções totalizadas Fonte: TSE |
| Candidato(a)                           | Vice                                   | Chapa                                                                                              | 1º turno 6 de outubro de 2024          | 1º turno 6 de outubro de 2024          |
| Candidato(a)                           | Vice                                   | Chapa                                                                                              | Votação                                | Votação                                |
| Candidato(a)                           | Vice                                   | Chapa                                                                                              | Total                                  | %                                      |
| -------------------------------------- | -------------------------------------- | -------------------------------------------------------------------------------------------------- | -------------------------------------- | -------------------------------------- |
| Roberto Costa(MDB)                     | Dr. Emílio (PP)                        | Bacabal do Jeito que o Povo Quer: (MDB / PP / PSB / PL / PT / PV / PCdoB / PSDB / Cidadania / PRD) | 30.790                                 | 55,07%                                 |
| Marcos Miranda (UNIÃO)                 | Zé Vieira Filho (UNIÃO)                | A Mudança que Vem do Povo: (UNIÃO / PRTB                                                           | 23.278                                 | 41,64%                                 |
| Plinio Oliveira (NOVO)                 | Vaqueiro Bil (NOVO)                    | Bacabal Precisa Acordar: (NOVO / Avante                                                            | 1.781                                  | 3,19%                                  |
| Jansen Penha (MOBILIZA)                | Cuxa do Sincoral (MOBILIZA)            | Chapa Pura: (MOBILIZA)                                                                             | 59                                     | 0,11%                                  |
| Total de votos válidos                 | Total de votos válidos                 | Total de votos válidos                                                                             | 55.908                                 | 96,58%                                 |
| → Votos válidos                        | → Votos válidos                        | → Votos válidos                                                                                    | 55.908                                 | 96,58%                                 |
| → Votos brancos                        | → Votos brancos                        | → Votos brancos                                                                                    | 587                                    | 1,01%                                  |
| → Votos nulos                          | → Votos nulos                          | → Votos nulos                                                                                      | 1.394                                  | 2,41%                                  |
| Total de votos                         | Total de votos                         | Total de votos                                                                                     | 57.889                                 | 83,21%                                 |
| → Abstenções                           | → Abstenções                           | → Abstenções                                                                                       | 11.679                                 | 16,79%                                 |
| Eleitores aptos a votar                | Eleitores aptos a votar                | Eleitores aptos a votar                                                                            | 57.889                                 | 100%                                   |

### Composição Câmara Municipal

#### Vereadores Eleitos
MDB: 5
  PP: 4
  PSB: 3
  UNIÃO: 3
  PSDB: 2

| Vereadores            | Partido | Votação | Percentual | Cidade onde nasceu           | Unidade federativa |
| João Alberto          | MDB     | 2.591   | 4,61%      | São Vicente Férrer           | Maranhão           |
| Paulo Brandão         | PP      | 2.292   | 4,08%      | Bacabal                      | São Paulo          |
| Patrícia Teles        | MDB     | 2.070   | 3,68%      | Bacabal                      | Maranhão           |
| Serafim               | MDB     | 1.990   | 3,54%      | Bacabal                      | Maranhão           |
| Reginaldo do Posto    | PP      | 1.786   | 3,18%      | Bacabal                      | Maranhão           |
| Professor Maninho     | MDB     | 1.757   | 3,12%      | Teresina                     | Piauí              |
| Natália Duda          | MDB     | 1.739   | 3,09%      | Bacabal                      | Maranhão           |
| Ivonete Paiva         | PSB     | 1.728   | 3,07 %     | são Luís Gonzaga do Maranhão | Maranhão           |
| Jairo Lira            | PSB     | 1.588   | 2,82%      | Bacabal                      | Maranhão           |
| Fernando da Luziânia  | PP      | 1.484   | 2,64%      | Bacabal                      | Maranhão           |
| Alberto Sobrinho      | PSB     | 1.397   | 2,48%      | Bacabal                      | Maranhão           |
| Elizabeth da Colonia  | PP      | 1.244   | 2,21%      | Bacabal                      | Maranhão           |
| Alex Abreu            | PSDB    | 1.229   | 2,19%      | Bacabal                      | Maranhão           |
| Feitosa               | UNIÃO   | 1.049   | 1,87%      | Bacabal                      | Maranhão           |
| Romarinho Bacabal     | UNIÃO   | 979     | 1,74%      | Bacabal                      | Maranhão           |
| Batata do Frigorífico | PSDB    | 931     | 1,66%      | Bacabal                      | Maranhão           |
| Candido de Madureira  | UNIÃO   | 775     | 1,38%      | Lago Verde                   | Maranhão           |